# Церква святого Архістратига Михаїла (Старий Збараж)
Церква святого Архістратига Михаїла в Старому Збаражі — парафія і храм Збаразького благочиння Тернопільської єпархії Православної церкви України в селі Старий Збараж Тернопільського району Тернопільської области.

## Історія церкви
Перші згадки про дерев'яну церкву святого Архистратига Михаїла в Старому Збаражі датуються 1808 роком. Новий мурований з каменю храм був споруджений у 1818 році.
Священник Наконечний відіграв важливу роль у релігійному та національно-патріотичному житті українців села. Він став першим головою місцевого товариства «Просвіта».

## Парохи
- о. Сведзінський (середина XIX століття),
- о. Северин Наконечний (кінецьХІХ ст. — початок XX ст.),
- о. Іван Пачовський (до 1927),
- о. Василь Зварич (1927-1932),
- о. Василь Онуферко (1932-1935),
- о. Ярослав Богатюк (1935-1941),
- о. Володимир Адамович (1941-1946),
- о. Ярослав Телеп (1946-1961),
- о. Анатолій Чорнобай (1962-1972),
- о. Федор Басок (1972-1977),
- о. Василь Процишин (1977-1985),
- о. Василь Павлишин (1985-1986),
- о. Ярослав Смалюх (з 1986).